# صورت سود و زیان تلفیقی
صورت‌های مالی تلفیقی یا صورت سود و زیان تلفیقی (CFS) صورت سود و زیان تلفیقی (انگلیسی: Consolidated financial statement) «صورت‌های مالی گروهی است که در آن دارایی‌ها، بدهی‌ها، حقوق صاحبان سهام، درآمد، هزینه‌ها و جریان‌های نقدی شرکت اصلی و شرکت‌های تابعه آن به‌عنوان یک واحد اقتصادی واحد ارائه می‌شود. به ترکیب سود یا زیان شرکت بعد از کسر تعدیلات (مانند معاملات درون گروهی) منجر به سود یا زیان خالص می‌شود، که به سود و زیان به دست آمده سودو زیان تلفیقی می‌گویند.  صورت سود و زیان تلفیقی توسط صاحب هر شرکت یا مجموعه مادر که دارای یک یا چند شرکت تابعه است، تهیه می‌شود. به عنوان مثال، در تجارتی یکی از امور متداول این است که یک شرکت بزرگ برای تکمیل فرایند کسب و کار خود یا توسعه، شرکت‌های کوچکتری را خریداری می‌کند. شرکت‌های کوچکتر می‌توانند ضمن فعالیت مستقل باعث سودآوری برای شرکت مادر شوند. 